# Mylo (Dacota do Norte)
Mylo é uma cidade localizada no estado norte-americano de Dacota do Norte, no Condado de Rolette.

## Demografia
Segundo o censo norte-americano de 2000, a sua população era de 19 habitantes.
Em 2006, foi estimada uma população de 19, um aumento de 0 (0.0%).

## Geografia
De acordo com o United States Census Bureau tem uma área de
2,3 km², dos quais 2,3 km² cobertos por terra e 0,0 km² cobertos por água. Mylo localiza-se a aproximadamente 505 m acima do nível do mar.

## Localidades na vizinhança
O diagrama seguinte representa as localidades num raio de 28 km ao redor de Mylo.